# El Solar
El Solar es una localidad y comuna de 1ª categoría de los distritos Alcaraz 1° y Alcaraz 2° del departamento La Paz, en la provincia de Entre Ríos, República Argentina. La jurisdicción de la junta de gobierno abarca además de la localidad de El Solar, las colonias Bertozzi y San Carlos, por lo que su nombre completo es El Solar, San Carlos y Colonia Bertozzi. Se encuentra sobre la ruta nacional 12, a la altura del kilómetro 550, y a 2 km del arroyo Alcaraz.
La población de la localidad de El Solar, es decir sin considerar el área rural, era de 110 personas en 2001 y no fue considerada localidad en el censo de 1991. La población de la jurisdicción de la junta de gobierno era de 535 habitantes en 2001.
La zona tiene con una economía pujante, donde se destacan la agricultura, ganadería, avicultura y apicultura. Cuenta con tres escuelas primarias, una secundaria, centro de salud y comisaría policial. Hay una institución deportiva llamada Club Atlético El Solar, y en los últimos años accedió a la iluminación y agua potable.
El Solar integra la Microrregión Camino Costero Río Paraná, un acuerdo regional de localidades ubicadas al noroeste de la provincia de Entre Ríos.

## Historia
La junta de gobierno fue creada por decreto n.º 862/1984 MGJE del 22 de marzo de 1984 con el nombre de El Solar y San Carlos. Sus límites jurisdiccionales y los de la planta urbana de El Solar fueron fijados por decreto 6355/1986 MGJE del 22 de diciembre de 1986, y modificados por decreto 59/1987 MGJE del 13 de enero de 1987. Fueron nuevamente modificados por decreto 5537/2000 MGJE del 30 de noviembre de 2000 y clarificados por decreto 2977/2001 MGJ del 17 de agosto de 2001. Por decreto 1750/1988 MGJE del 15 de abril de 1988 le fue agregado el nombre de Colonia Bertozzi, pasando a llamarse El Solar, San Carlos y Colonia Bertozzi. Por decreto 3980/1992 MGJE del 20 de agosto de 1992 se dispuso su fusión con junta de gobierno de La Providencia con el nombre de El Solar y La Providencia. Restauración de la junta de gobierno de El Solar, San Carlos y Colonia Bertozzi, separada de La Providencia y límites jurisdiccionales fijados por decreto 5537/2000 MGJE del 30 de noviembre de 2000. Límites jurisdiccionales clarificados por decreto 2977/2001 MGJ del 17 de agosto de 2001.
La junta de gobierno fue elevada a la 1ª categoría mediante el decreto 3349/2001 MGJ del 11 de septiembre de 2001. La planta urbana de El Solar fue ampliada por decreto 3578/2008 MGJEOYSP del 20 de junio de 2008.

## Comuna
La reforma de la Constitución de la Provincia de Entre Ríos que entró en vigencia el 1 de noviembre de 2008 dispuso la creación de las comunas, lo que fue reglamentado por la Ley de Comunas n.º 10644, sancionada el 28 de noviembre de 2018 y promulgada el 14 de diciembre de 2018. La ley dispuso que todo centro de población estable que en una superficie de al menos 75 km² contenga entre 700 y 1500 habitantes, constituye una comuna de 1ª categoría. La Ley de Comunas fue reglamentada por el Poder Ejecutivo provincial mediante el decreto 110/2019 de 12 de febrero de 2019, que declaró el reconocimiento ad referéndum del Poder Legislativo de 34 comunas de 1ª categoría con efecto a partir del 11 de diciembre de 2019, entre las cuales se halla El Solar. La comuna está gobernada por un departamento ejecutivo y por un consejo comunal de 8 miembros, cuyo presidente es a la vez el presidente comunal. Sus primeras autoridades fueron elegidas en las elecciones de 9 de junio de 2019.